# Johann Friedrich von Ryhiner
Johann Friedrich von Ryhiner (* 1. Januar 1732 in Bern; † 20. Januar 1803 ebenda) war ein Schweizer Staatsmann und Geograph.
Ryhiner begann seinen Staatsdienst als Kanzleisubsistut. 1764 gelangte er in den Grossen Rat, von 1783 bis 1788 amtete er als Stiftschaffner. 1788 gelangte er in den Kleinen Rat, später wurde er Venner zu Pfistern. Er schuf eine Gesamtübersicht über die bernischen Rechts- und Verwaltungsverhältnisse (Regionenbuch), revidierte die Stadtsatzungen und verfertigte eine Analyse des bernischen Postwesens. Er hinterliess eine umfangreiche Kartensammlung, die 1867 als Geschenk an die Stadtbibliothek Bern (heute Universitätsbibliothek Bern) gelangte. Die Sammlung Ryhiner gehört zu den bedeutendsten Kartensammlungen der Welt.